# Antoine Wiertz
Antoine Joseph Wiertz (født 22. februar 1806 i Dinant, Belgien, død 18. juni 1865) var en belgisk maler og billedhugger fra romantikken. 
Han blev født i Dinant i en relativt fattig familie, og blev medlem af kunstakademiet i Antwerpen i 1820. På grund af sin beskytter Pierre-Joseph de Paul de Maibe, gav kong William I ham et etårigt stipendium fra 1821. Mellem november 1829 og maj 1832, opholdt han sig i Paris, hvor han studerede de gamle mestre i Louvre.
I 1828, tog Wiertz del i Grand Concours, også kendt som Concours de Rome, og opnåede en andenplads. Han modtog den prestigefyldte Prix de Rome i sit andet forsøg i 1832, som muliggjorde at han kunne drage til Rom, hvor han var bosat fra maj 1834 til februar 1837. Da han vendte tilbage, slog han sig ned i Liège med sin mor.
Under opholdet i Rom, arbejdede Wiertz med sit første store værk, Les Grecs et les Troyens se disputant le corps de Patrocle («Grækere og trojanere slås om Patroklos' krop», fuldført i 1836), over et tema lånt fra sang XVII fra Homers Iliaden.

## Ekstern henvisning
- Wikimedia Commons har flere filer relateret til Antoine Wiertz